# Sitnica (Biecz)

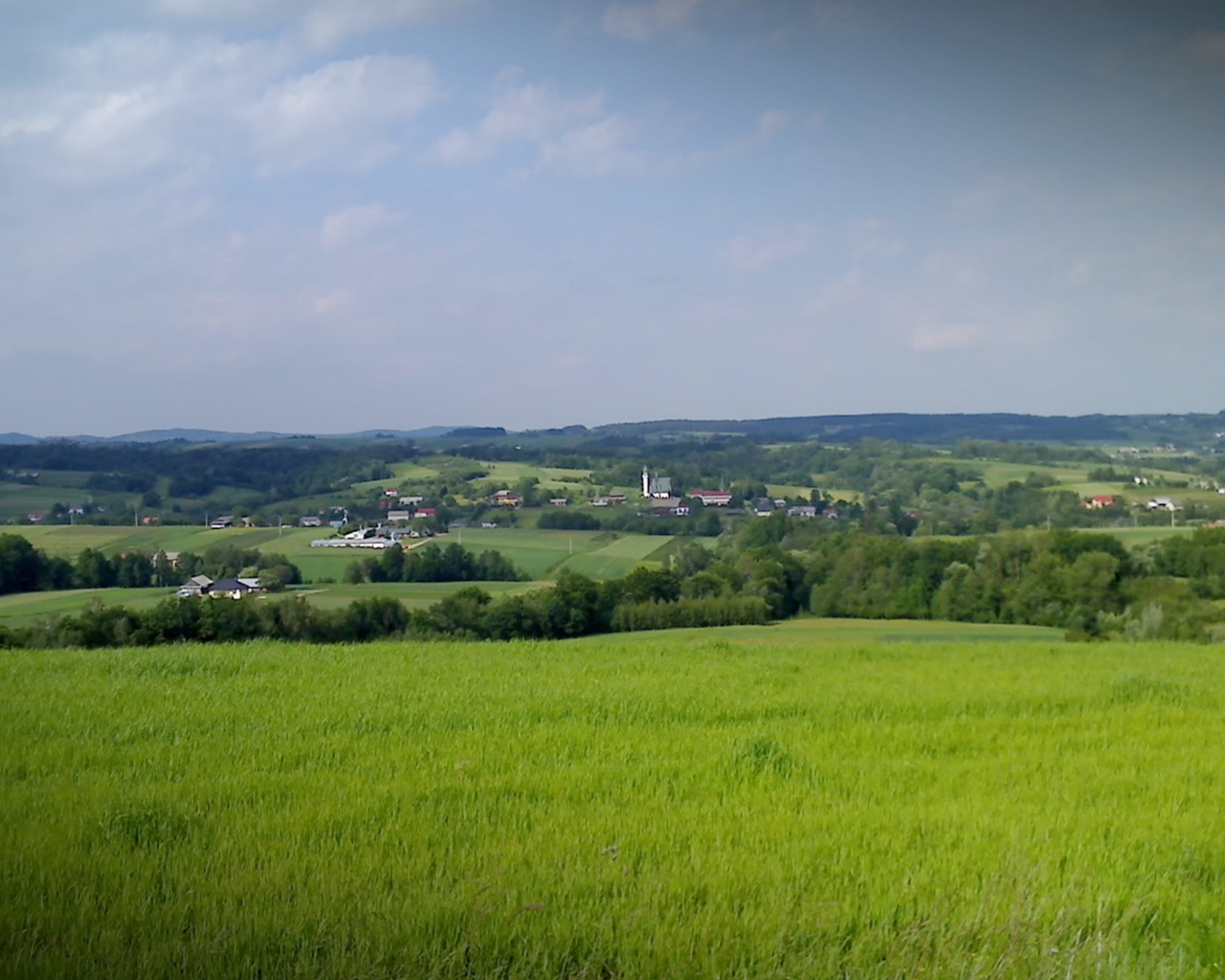
Sitnica, Blick aus Moszczenica

Sitnica ist eine Ortschaft mit einem Schulzenamt der Gemeinde Biecz im Powiat Gorlicki der Woiwodschaft Kleinpolen in Polen.

## Geschichte
Im Jahr 1351 wurde ein Privileg Kasimirs des Großen für Johannus aus der Stadt Biecz verliehen, der ein altes Dorf auf dem Fluss Sczitnicza aus dem polnischen Recht ins Deutsche Recht übertragen und maximal 60 fränkische Hufen ausmessen könnte. Die späteren Dokumente überliefern den alten Namen des Dorfs als Nemsyno sowie dass es schon vor 1303 eine Pfarrei dort gab. Dieser Name wurde wegen der deutschen Siedlern durch Rozemberk ersetzt. Auf dem Grund des neuen deutschrechtlichen Dorfs wurde am Oberlauf des Flusses etwas später das heutige Dorf Sitnica ausgegliedert. Der Name Si(e)tnica ist von der Pflanzengattung Simsen (polnisch Sito, Sitowie) abgeleitet.
Der Ort gehörte zunächst zur Starostei von Biecz im Königreich Polen (ab 1569 in der Adelsrepublik Polen-Litauen), Woiwodschaft Krakau, Kreis Biecz. Bei der Ersten Teilung Polens kam Sitnica 1772 zum neuen Königreich Galizien und Lodomerien des habsburgischen Kaiserreichs (ab 1804). Ab dem Jahr 1855 gehörte Sitnica zum Bezirk Gorlice.
1918, nach dem Ende des Ersten Weltkriegs und dem Zusammenbruch der k.u.k. Monarchie, kam Sitnica zu Polen. Unterbrochen wurde dies nur durch die Besetzung Polens durch die Wehrmacht im Zweiten Weltkrieg.
Von 1975 bis 1998 gehörte Sitnica zur Woiwodschaft Krosno.